# 東部戦線

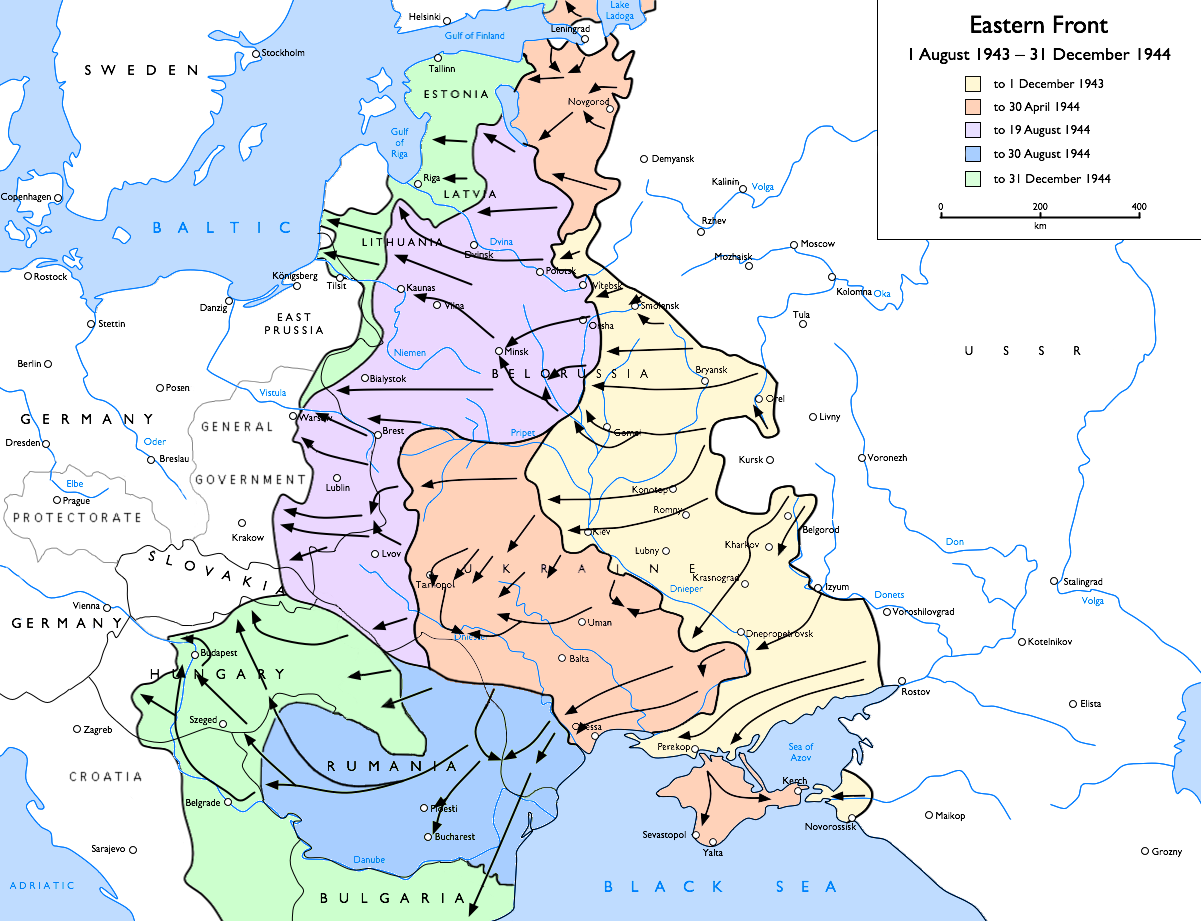
東部戦線（1943年8月-1944年12月）

東部戦線（とうぶせんせん, Eastern Front）は、一般にはある地域から見た場合の東側の戦場の意味であるが、多くの場合、第一次世界大戦および第二次世界大戦の両大戦において戦争を主導したドイツから見て、東に位置する東ヨーロッパ地域の戦場を指す。
現在の国名で言えば、ポーランド、ハンガリー、チェコ、スロバキア、ウクライナ、ロシア、バルト三国などがこれに該当する（第一次世界大戦に関しては東部戦線 (第一次世界大戦)を参照のこと）。
逆に西側に位置するフランス、ベルギー、オランダ地域は西部戦線と呼ばれる。
第一次世界大戦においてドイツは、東部戦線において勝利した。
第二次世界大戦においてドイツは、ポーランドに勝利したのち、ソビエト連邦との戦闘となり、初期においてはソビエト連邦の国土奥深く侵攻したものの、1944年以後には自国の国土の東部を占領された。この戦闘の詳細については独ソ戦を参照のこと。
なおロシアでは、第二次大戦におけるこの戦場を自国の西側に位置することから「西部戦線」（Западный Фронт）と呼ぶ場合もあれば、ヨーロッパ全体を概観する立場から「東部戦線」（Восточный Фронт）と呼ぶ場合もある。用語は固定的ではなく、文脈によって使い分けられる。前者を採った場合のロシアにとっての東部戦線とは、対日戦争を意味する。

## 歴史上、東部戦線と呼ばれた戦場
- 東部戦線 (南北戦争)
- 東部戦線 (第一次世界大戦)[1]
- 独ソ戦